# Центар за заштиту жртава трговине људима
Центар за заштиту жртава трговине људима је владина установа у систему социјалне заштите Републике Србије чија је основна делатност усмерена ка свеобухватној заштити жртава трговине људима. Заштита жртава трговине људима је од општег друштвеног интереса, јер трговина људима представља један од најтежи облика кршења људских права и једну од најпрофитабилнијих криминалних активности поред трговине оружјем и трговине наркотицима. Делатност Центра за заштиту жртава трговине људима подразумева идентификацију и утврђивање статуса жртве трговине људима. Такође обухвата координацију активности свих субјеката на националном нивоу, активности које се тичу заштите права и интереса жртава трговине људима. Центар за заштиту жртава трговине људима координира активностима пружања услуга социјалне заштите жртвама трговине људима, сарађује са центрима за социјални рад, установама за смештај корисника, МУП-ом, јавним тужилаштвима, судовима, удружењима грађана и другим службама и организацијама. Циљ сарадње са осталим организацијама је обезбеђивања најбољег интереса и безбедности жртава трговине људима.